# Richard Gierlinger
| 178243 Schaerding       | 22 dicembre 2006  |
| 185633 Rainbach         | 24 febbraio 2008  |
| 189000 Alfredkubin      | 9 maggio 2008     |
| 202686 Birkfellner      | 9 febbraio 2007   |
| 214911 Viehböck         | 11 ottobre 2007   |
| 218987 Heidenhain       | 26 aprile 2008    |
| 236811 Natascharenate   | 12 settembre 2007 |
| 239716 Felixbaumgartner | 25 gennaio 2009   |
| 243097 Batavia          | 12 settembre 2007 |
| 251325 Leopoldjosefine  | 9 febbraio 2007   |
| 266887 Wolfgangries     | 19 novembre 2009  |
| 274021 Monikapoeller    | 12 settembre 2007 |
| 341317 Weisshaidinger   | 1º ottobre 2007   |
| 361530 Victorfranzhess  | 22 aprile 2007    |
| 367488 Aloisortner      | 14 aprile 2009    |
| 400308 Antonkutter      | 13 ottobre 2007   |
| 410475 Robertschulz     | 24 febbraio 2008  |
| 410835 Neszmerak        | 20 agosto 2009    |
| 417978 Haslehner        | 13 ottobre 2007   |
| 431436 Gahberg          | 18 agosto 2007    |
| 436048 Fritzhuber       | 20 agosto 2009    |
| 682761 Mittermaiertom   | 15 gennaio 2007   |

Richard Gierlinger (1967) è un astronomo amatoriale austriaco.
Il Minor Planet Center gli accredita la scoperta di trentuno asteroidi, effettuate tra il 2006 e il 2009.
Gli è stato dedicato l'asteroide 136367 Gierlinger.